# アフメト・イッゼト・パシャ

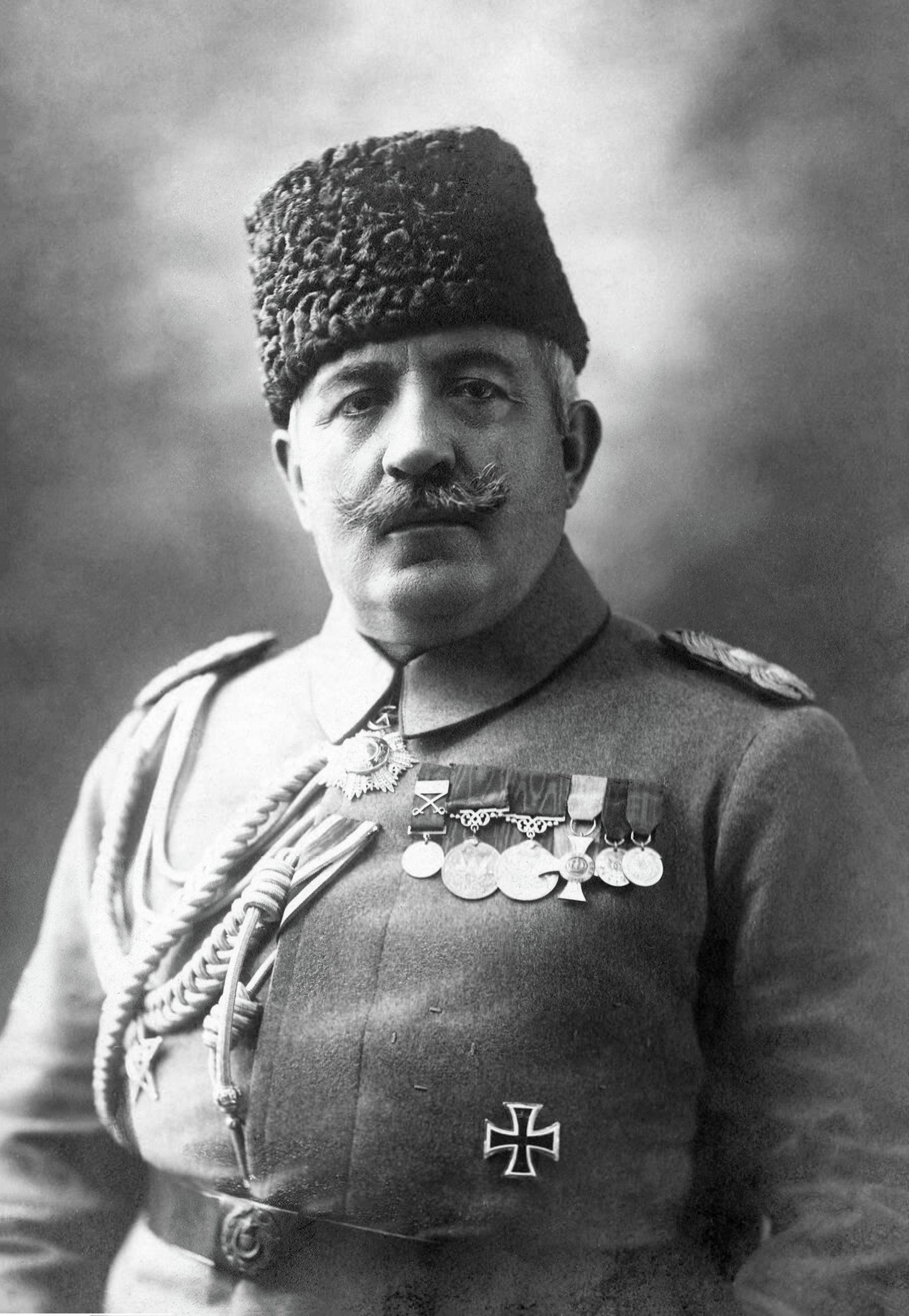
アフメト・イッゼト・パシャ

アフメト・イッゼト・パシャ（Ahmed İzzet Paşa；1864年 - 1937年）は、オスマン帝国の軍人、政治家。最終階級は、「ミュシル」 (Müşir、元帥)。
政治活動には積極的には参加せず、「統一と進歩」党には入らなかった。1912年の第一次バルカン戦争時、参謀総長、1913年の第二次バルカン戦争時、オスマン軍総司令官を務めた。オスマン帝国の第一次世界大戦参戦には反対していた。
エルズルム作戦後、1916年3月、アフメト・イッゼト・パシャ指揮下の第2軍は、ダーダネルスからカフカス戦域に投入され、戦線右翼（ハルプトとワン湖の間）を受け持った。第2軍（第2、第4、第16軍団。総員7万8千人、火砲98門、クルド騎兵7千人）は、エルズルム－スィワス方面のロシア軍の動きを止める任務を受領した。第2軍の配置転換は、1916年4月に始まり、8月に終結した。8月2日、ムシュ－キー－エルズルム方面で攻勢を開始し、8月6日にビトリス、8月7日にムシュを奪取し、8月8日に国境線に進出した。8月19日、ロシア軍の逆襲により大損害を被り、攻撃発起点まで後退した。新規攻勢も失敗に終わり、9月11日、第2軍はキー－オーノト－ムシュの線に留まり、防勢に転移した。1916年10月までに、最盛期12万人いた第2軍には、6万4千人しか残らなかった。
1917年初めまでに、第2軍に未充足の7個師団が加わった。1917年2月から「カフカス」軍集団総司令官となり、第2軍（ムスタファ・ケマル・パシャ）と第3軍（ヴェヒブ・パシャ）を指揮した。1917年4月～5月、オスマン軍はビトリスとムシュ郡を占領した。1917年12月、軍集団解散。
1918年10月14日、タラート・パシャ内閣退陣後、新内閣の組閣を委任され、首相兼国防相を務めた。10月30日、ムドロス港（レムノス島）のイギリスの戦艦「アガメムノン」上で和平（ムドロス休戦協定）に署名し、連合軍によるボスポラスとダーダネルス、バトゥーミとバクーの占領、ヒジャーズ、イラク、シリア及びイエメンのオスマン軍の降伏、イラン、ザカフカーズ、キリキアからのオスマン軍の撤退を認めた。11月8日、アフメト・イッゼト・パシャ内閣は総辞職し、11月11日に組閣されたアフメト・テヴフィク・パシャ政権で外務相に任命された。
1924年、ムスタファ・ケマル・アタテュルクの権力掌握後、カリフ制支持者だったアフメト・イッゼト・パシャは、政治生命を完全に絶たれた。